# Sinaw

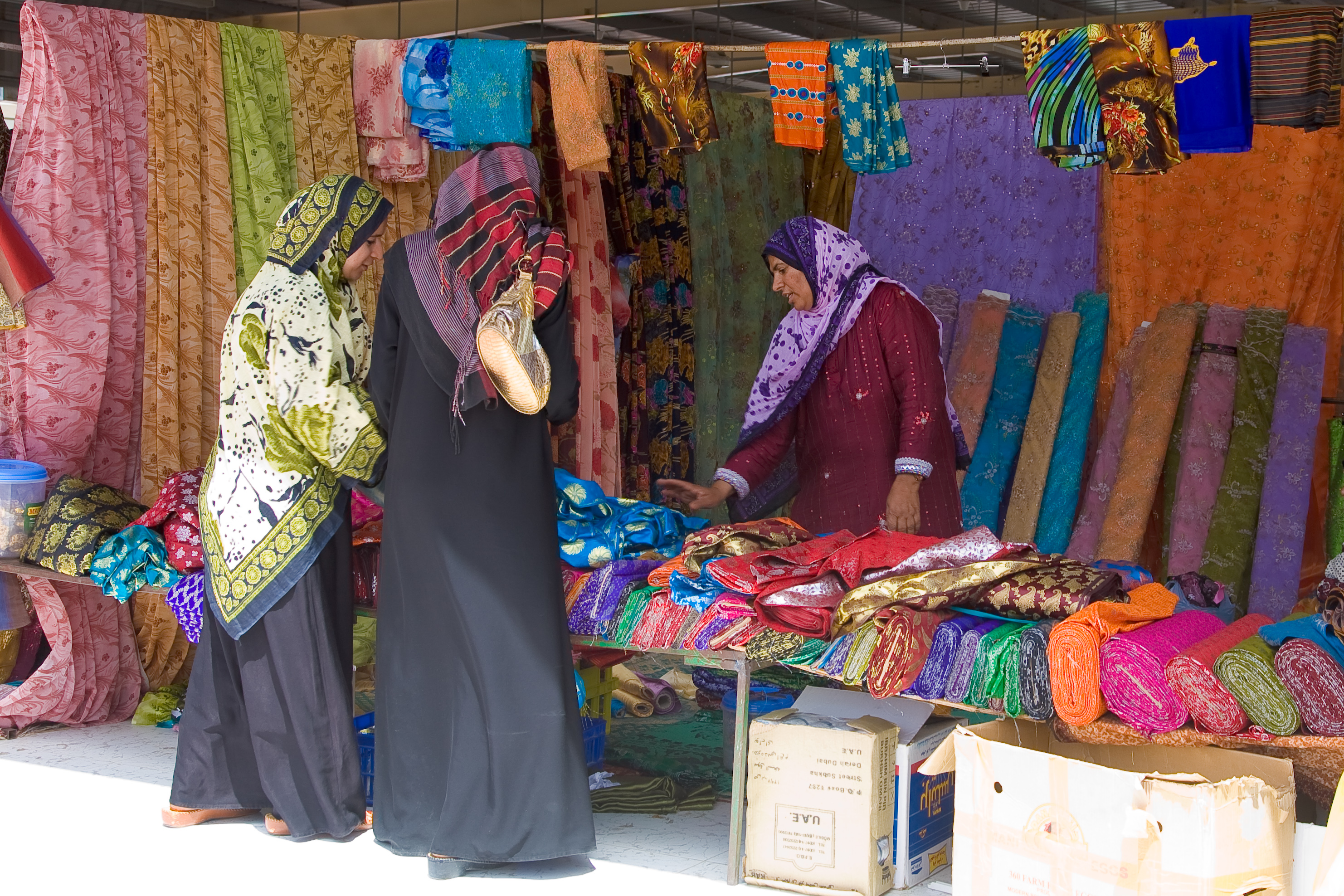
Femmes choisissant des tissus

Sinaw (ou Snaw) est une localité du Sultanat d'Oman, située au Nord-Est du pays, dans la région Ash Sharqiyah, à 65 km d'Ibra. Elle est réputée pour sa vieille ville, son marché aux bestiaux et son souk.